# Choerophryne rhenaurum
Choerophryne rhenaurum é uma espécie de anfíbio da família Microhylidae.
É endémica da Papua-Nova Guiné.
Os seus habitats naturais são: florestas subtropicais ou tropicais húmidas de baixa altitude, jardins rurais e florestas secundárias altamente degradadas.